# Baden (Pennsylvanie)
Pour les articles homonymes, voir Baden.
Le borough de Baden est situé dans le comté de Beaver, dans le Commonwealth de Pennsylvanie, aux États-Unis. Sa population s’élevait à 4 135 habitants lors du recensement de 2010, estimée à 3 907 habitants en 2018.

## Source
- (en) Cet article est partiellement ou en totalité issu de l’article de Wikipédia en anglais intitulé « Baden, Pennsylvania » (voir la liste des auteurs).